# 登貝沙
登貝沙（Dembecha）是埃塞俄比亞西部阿姆哈拉州西戈賈姆地區的小鎮，座標10°33′N 37°29′E / 10.550°N 37.483°E，海拔2,083米。根據埃塞俄比亞中央統計局2005年的普查資料，登貝沙人口約15,008，其中男性7,384人，女性7,624人。